# Юниорский тур ITF 2014 (девушки)
Цикл юниорских турниров ITF 2014 (англ. 2014 ITF Junior circuit) — это элитный юниорский тур теннисистов, организованный ITF, как подготовительная ступень к своим взрослым турам.
Статья содержит результаты турниров двух старших категорий (GA и G1) среди девушек.

## Расписание

### Категория А
| Дата начала | Турнир                                                                        | Чемпионы (Счёт финала)                           | Финалисты                                                |
| ----------- | ----------------------------------------------------------------------------- | ------------------------------------------------ | -------------------------------------------------------- |
| 18 января   | Открытый чемпионат Австралии Мельбурн, Австралия Хард Турнир 2014             | Елизавета Куличкова 6-2 6-1                      | Яна Фетт                                                 |
| 18 января   | Открытый чемпионат Австралии Мельбурн, Австралия Хард Турнир 2014             | Ангелина Калинина Елизавета Куличкова 6-4 6-2    | Кэти Боултер Ивана Йорович                               |
| 24 марта    | Международный чемпионат Порту-Алегри Порту-Алегри, Бразилия Грунт Турнир 2014 | Джил Тайхманн 3-6 6-4 7-6(10)                    | Алёна Большова-Задойнов                                  |
| 24 марта    | Международный чемпионат Порту-Алегри Порту-Алегри, Бразилия Грунт Турнир 2014 | Присцилла Хон Джил Тайхманн 6-2 6-1              | Мария Фернанда Эрасо Гонсалес Мария-Паулина Перес-Гарсия |
| 19 мая      | Трофей Бонфильо Милан, Италия Грунт Турнир 2014                               | Кэтрин Беллис 6-3 6-4                            | Нейкта Бэйнс                                             |
| 19 мая      | Трофей Бонфильо Милан, Италия Грунт Турнир 2014                               | Присцилла Хон Джил Тайхманн 2-6 7-6(5) [12-10]   | Сунь Цзыюэ Е Цююй                                        |
| 1 июня      | Открытый чемпионат Франции Париж, Франция Грунт Турнир 2014                   | Дарья Касаткина 6-7(5) 6-2 6-3                   | Ивана Йорович                                            |
| 1 июня      | Открытый чемпионат Франции Париж, Франция Грунт Турнир 2014                   | Йоана Дуку Йоана Лоредана Рошка 6-1 5-7 [11-9]   | Кэтрин Беллис Маркета Вондроушова                        |
| 28 июня     | Уимблдон , Великобритания Трава Турнир 2014                                   | Елена Остапенко 2-6 6-3 6-0                      | Кристина Шмидлова                                        |
| 28 июня     | Уимблдон , Великобритания Трава Турнир 2014                                   | Тами Гренде Е Цююй 6-2 7-6(5)                    | Мария Боузкова Далма Галфи                               |
| 15 августа  | Юношеские Олимпийские игры Нанкин, Китай Хард Турнир 2014                     | Сюй Шилинь 6-3 6-1                               | Ирина Шиманович                                          |
| 15 августа  | Юношеские Олимпийские игры Нанкин, Китай Хард Турнир 2014                     | Ангелина Калинина Ирина Шиманович 6-4 6-4        | Дарья Касаткина Анастасия Комардина                      |
| 15 августа  | Юношеские Олимпийские игры Нанкин, Китай Хард Турнир 2014                     | Ян Зелиньский Джил Тайхманн 4-6 6-3 [10-4]       | Дзюмпэй Ямасаки Е Цююй                                   |
| 31 августа  | Открытый чемпионат США Нью-Йорк, США Хард Турнир 2014                         | Мария Боузкова 6-4 7-6(5)                        | Ангелина Калинина                                        |
| 31 августа  | Открытый чемпионат США Нью-Йорк, США Хард Турнир 2014                         | Ипек Сойлу Джил Тайхманн 5-7 6-2 [10-7]          | Вера Лапко Тереза Мигаликова                             |
| 20 октября  | Osaka Mayor's Cup Осака, Япония Хард Турнир 2014                              | Сюй Шилинь 7-5 6-3                               | Кимберли Беррелл                                         |
| 20 октября  | Osaka Mayor's Cup Осака, Япония Хард Турнир 2014                              | Сара Томич Сюй Шилинь 6-1 6-0                    | Эмили Эрбатнотт Эмили Франкати                           |
| 17 ноября   | Abierto Juvenil Mexicano Мехико, Мексика Грунт Турнир 2014                    | Далма Галфи 7-6(4) 6-4                           | Наталья Вихлянцева                                       |
| 17 ноября   | Abierto Juvenil Mexicano Мехико, Мексика Грунт Турнир 2014                    | Анна Блинкова Фанни Штоллар 6-1 6-3              | Мая Лумсден Ингрид Нил                                   |
| 8 декабря   | Orange Bowl International Championship Плантейшн, США Грунт Турнир 2014       | София Кенин 6-3 6-3                              | Ингрид Нил                                               |
| 8 декабря   | Orange Bowl International Championship Плантейшн, США Грунт Турнир 2014       | Кэтрин Беллис Маркета Вондроушова 7-5 2-6 [10-4] | Мариам Колодзиёва Тереза Мигаликова                      |

Отдельно выделены турниры Большого шлема и юношеская Олимпиада.

### 1-я категория
| Дата начала | Турнир                                                                                       | Чемпионы (Счёт финала)                                     | Финалисты                                   |
| ----------- | -------------------------------------------------------------------------------------------- | ---------------------------------------------------------- | ------------------------------------------- |
| 6 января    | Coffee Bowl Сен-Рафаэль, Коста-Рика Хард Турнир 2014                                         | Кэтрин Беллис 6-4 6-3                                      | Мария Боузкова                              |
| 6 января    | Coffee Bowl Сен-Рафаэль, Коста-Рика Хард Турнир 2014                                         | Морган Михилс Грет Миннен 6-4 7-5                          | Эмили Эрбатнотт Луиза Стефани               |
| 11 января   | AGL Loy Yang Traralgon Junior International Траралгон, Австралия Хард Турнир 2014            | Варвара Флинк 6-2 2-6 6-1                                  | Фиона Ферро                                 |
| 11 января   | AGL Loy Yang Traralgon Junior International Траралгон, Австралия Хард Турнир 2014            | Анастасия Комардина Нина Стоянович 7-5 6-3                 | Сюй Шилинь Ю Сяоди                          |
| 13 января   | Czech International Junior Indoor Championships Пршеров, Чехия Хард(i) Турнир 2014           | Евгения Левашова 6-2 3-6 6-4                               | Анастасия Нефёдова                          |
| 13 января   | Czech International Junior Indoor Championships Пршеров, Чехия Хард(i) Турнир 2014           | Анна Калинская Евгения Левашова 5-7 6-2 [10-6]             | Магдалена Френх Анастасия Нефёдова          |
| 13 января   | Copa Gatorade Каракас, Венесуэла Хард Турнир 2014                                            | Ольга Фридман 6-2 6-3                                      | Грет Миннен                                 |
| 13 января   | Copa Gatorade Каракас, Венесуэла Хард Турнир 2014                                            | Анна Блинкова Джессика Хо 6-3 6-3                          | Рафаэлла Бакерисо Луиза Стефани             |
| 20 января   | Copa Barranquilla Барранкилья, Колумбия Грунт Турнир 2014                                    | Ольга Фридман 6-4 6-4                                      | Доменика Гонсалес                           |
| 20 января   | Copa Barranquilla Барранкилья, Колумбия Грунт Турнир 2014                                    | Усве Майтане Арконада Рафаэлла Бакерисо 6-3 6-3            | Жаклин Адина Кристьян Даша Иванова          |
| 27 января   | Ecuador Grade 1 ITF Гуаякиль, Эквадор Грунт Турнир 2014                                      | Ольга Фридман 6-4 6-1                                      | Усве Майтане Арконада                       |
| 27 января   | Ecuador Grade 1 ITF Гуаякиль, Эквадор Грунт Турнир 2014                                      | Луиза Стефани Рената Сарасуа 6-1 3-6 [10-7]                | Рафаэлла Бакерисо Доменика Гонсалес         |
| 10 февраля  | Mediterranee Avenir Касабланка, Марокко Грунт Турнир 2014                                    | Паула Бадоса Хиберт 6-4 6-4                                | Сандра Самир                                |
| 10 февраля  | Mediterranee Avenir Касабланка, Марокко Грунт Турнир 2014                                    | Виктория Кужмова Кристина Шмидлова Без игры                | Анна Бондарь Йоана Дуку                     |
| 3 марта     | Chang Thailand ITF Juniors G1 Нонтхабури, Таиланд Хард Турнир 2014                           | Симона Гейнова 6-4 6-2                                     | Кэти Боултер                                |
| 3 марта     | Chang Thailand ITF Juniors G1 Нонтхабури, Таиланд Хард Турнир 2014                           | Камонван Буаям Ким Дабин 6-4 6-1                           | Кэти Боултер Фрея Кристи                    |
| 10 марта    | Asuncion Bowl Асунсьон, Парагвай Грунт Турнир 2014                                           | Фанни Штоллар 6-3 6-1                                      | Констанса Горчес                            |
| 10 марта    | Asuncion Bowl Асунсьон, Парагвай Грунт Турнир 2014                                           | Усве Майтане Арконада Рената Сарасуа 4-6 6-2 [11-9]        | Маюка Айкава Ндинди Индзиани Мварука        |
| 11 марта    | Sarawak Chief Minister's Cup Кучинг, Малайзия Хард Турнир 2014                               | Тами Гренде 7-5 6-3                                        | Сюй Шилинь                                  |
| 11 марта    | Sarawak Chief Minister's Cup Кучинг, Малайзия Хард Турнир 2014                               | Кэти Боултер Фрея Кристи 6-7(3) 6-2 [10-8]                 | Камонван Буаям Ким Дабин                    |
| 17 марта    | Banana Bowl Сан-Жозе-ду-Риу-Прету, Бразилия Грунт Турнир 2014                                | Алёна Большова-Задойнов 6-3 5-7 6-2                        | Рената Сарасуа                              |
| 17 марта    | Banana Bowl Сан-Жозе-ду-Риу-Прету, Бразилия Грунт Турнир 2014                                | Луиза Стефани Рената Сарасуа 6-1 6-2                       | Анна Бондарь Фанни Штоллар                  |
| 18 марта    | Mitsubishi-Lancer International Junior Championships Манила, Филиппины Хард Турнир 2014      | Глория Лян 6-2 7-5                                         | Кимберли Биррелл                            |
| 18 марта    | Mitsubishi-Lancer International Junior Championships Манила, Филиппины Хард Турнир 2014      | Кэти Боултер Фрея Кристи 6-4 6-1                           | Нацухо Аракава Лизетта Кабрера              |
| 25 марта    | Perin Memorial Умаг, Хорватия Грунт Турнир 2014                                              | Кристина Шмидлова 7-6(4) 3-6 6-2                           | Катарина Йокич                              |
| 25 марта    | Perin Memorial Умаг, Хорватия Грунт Турнир 2014                                              | Виктория Кужмова Кристина Шмидлова 1-6 6-2 [14-12]         | Кьяра Гримм Нина Поточник                   |
| 31 марта    | USTA International Spring Championships Карсон, США Хард Турнир 2014                         | Кэтрин Беллис 6-3 6-0                                      | Равина Кингсли                              |
| 31 марта    | USTA International Spring Championships Карсон, США Хард Турнир 2014                         | Габриэлла Фейт Эндрюс Сандра Самир 3-6 6-4 [10-5]          | Франческа ди Лоренцо Каролина Доулхайд      |
| 8 апреля    | Трофей Хуана Карлоса Ферреро Вильена, Испания Грунт Турнир 2014                              | Паула Бадоса Хиберт 6-4 6-4                                | Йоана Лоредана Рошка                        |
| 8 апреля    | Трофей Хуана Карлоса Ферреро Вильена, Испания Грунт Турнир 2014                              | Паула Бадоса Хиберт Алёна Большова-Задойнов 4-6 6-4 [10-7] | Лилла Барзо Йоана Лоредана Рошка            |
| 21 апреля   | Open International Junior de Beaulieu-sur-Mer Больё-сюр-Мер, Франция Грунт Турнир 2014       | Алёна Большова-Задойнов 3-6 6-2 6-2                        | Сеона Мендес                                |
| 21 апреля   | Open International Junior de Beaulieu-sur-Mer Больё-сюр-Мер, Франция Грунт Турнир 2014       | Е Цююй Ю Сяоди 7-6(6) 6-3                                  | Манца Пислак Нина Поточник                  |
| 12 мая      | Torneo "Citta Di Santa Croce" Mauro Sabatini Санта-Кроче-суль-Арно, Италия Грунт Турнир 2014 | Дарья Касаткина 6-4 6-1                                    | Кэтрин Беллис                               |
| 12 мая      | Torneo "Citta Di Santa Croce" Mauro Sabatini Санта-Кроче-суль-Арно, Италия Грунт Турнир 2014 | Сунь Цзыюэ Е Цююй 1-6 6-3 [10-7]                           | Дарья Касаткина Ирина Шиманович             |
| 26 мая      | Astrid Bowl Charleroi Шарлеруа, Бельгия Грунт Турнир 2014                                    | Ирина Шиманович 6-3 7-5                                    | Елена Плоскина                              |
| 26 мая      | Astrid Bowl Charleroi Шарлеруа, Бельгия Грунт Турнир 2014                                    | Сунь Цзыюэ Ю Сяоди 6-1 6-3                                 | Анна Блинкова Анна Калинская                |
| 10 июня     | International Junior Tournament of Offenbach Оффенбах, Германия Грунт Турнир 2014            | Ирина Шиманович 5-7 7-6(2) 6-1                             | Тамара Зиданшек                             |
| 10 июня     | International Junior Tournament of Offenbach Оффенбах, Германия Грунт Турнир 2014            | Мириам Колодзиёва Нина Поточник 3-6 7-6(1) [10-5]          | Ирина Шиманович Луиза Стефани               |
| 10 июня     | Nike Junior International Roehampton Рогемптон, Великобритания Трава Турнир 2014             | Елена Остапенко 6-2 6-3                                    | Кристина Шмидлова                           |
| 10 июня     | Nike Junior International Roehampton Рогемптон, Великобритания Трава Турнир 2014             | Присцилла Хон Фанни Штоллар 3-6 6-3 [10-8]                 | Паула Бадоса Хиберт Алёна Большова-Задойнов |
| 8 июля      | Allianz Kundler German Juniors Берлин, Германия Грунт Турнир 2014                            | Анастасия Комардина 6-4 1-6 6-4                            | Анна Калинская                              |
| 8 июля      | Allianz Kundler German Juniors Берлин, Германия Грунт Турнир 2014                            | Анна Блинкова Анастасия Комардина 7-5 7-5                  | Анна Калинская Александра Поспелова         |
| 15 июля     | Simacek ITF Junior Open Linz Линц, Австрия Грунт Турнир 2014                                 | Софья Жук 6-3 6-2                                          | Наталья Вихлянцева                          |
| 15 июля     | Simacek ITF Junior Open Linz Линц, Австрия Грунт Турнир 2014                                 | Манца Пислак Тамара Зиданшек 6-1 3-6 [10-4]                | Мэддисон Инглис Эммануэль Сала              |
| 5 августа   | China Junior 14 Nanjing Нанкин, Китай Хард Турнир 2014                                       | Лю Яньни 7-5 6-4                                           | Юань Юэ                                     |
| 5 августа   | China Junior 14 Nanjing Нанкин, Китай Хард Турнир 2014                                       | Цзян Синьюй Ван Юйфэй 6-1 6-4                              | Фэн Чэньчэнь Хэ Цзяин                       |
| 18 августа  | Prince George’s County Championships Колледж-парк, США Хард Турнир 2014                      | Анна Калинская 6-2 2-1 — отказ                             | Елена Габриэла Русе                         |
| 18 августа  | Prince George’s County Championships Колледж-парк, США Хард Турнир 2014                      | Анна Калинская Евгения Левашова 6-3 7-5                    | Габриэлла Фейт Эндрюс Миа Хорвит            |
| 24 августа  | Canadian Open Junior Championships Репантиньи, Канада Хард Турнир 2014                       | Елена Габриэла Русе 3-6 6-4 7-5                            | Кэти Суон                                   |
| 24 августа  | Canadian Open Junior Championships Репантиньи, Канада Хард Турнир 2014                       | Тами Гренде Елена Габриэла Русе 7-5 6-2                    | Тихиро Мурамацу Юкина Сайго                 |
| 24 ноября   | Yucatan Cup Мерида, Мексика Грунт Турнир 2014                                                | Софья Жук 7-6(3) 6-4                                       | Луиза Стефани                               |
| 24 ноября   | Yucatan Cup Мерида, Мексика Грунт Турнир 2014                                                | Жаклин Адина Кристьян Далма Галфи 1-6 7-5 [10-5]           | Аквиле Паразинскайте Луиза Стефани          |
| 1 декабря   | Eddie Herr ITF Брейдентон, США Грунт Турнир 2014                                             | Далма Галфи 6-4 7-5                                        | Елена Габриэла Русе                         |
| 1 декабря   | Eddie Herr ITF Брейдентон, США Грунт Турнир 2014                                             | Джессика Хо София Кенин 6-1 6-1                            | Нейкта Бэйнс Луиза Стефани                  |

### Наиболее интересные региональные соревнования
| Дата начала | Турнир                                                                                       | Чемпионы (Счёт финала)                        | Финалисты                               |
| ----------- | -------------------------------------------------------------------------------------------- | --------------------------------------------- | --------------------------------------- |
| 7 апреля    | Easter Bowl Индиан-Уэллс, США Хард Турнир 2014                                               | Кэтрин Беллис 6-3 6-1                         | Кэти Суон                               |
| 7 апреля    | Easter Bowl Индиан-Уэллс, США Хард Турнир 2014                                               | Мэри Хаффи Кейтлин Маккарти 7-6(5) 5-7 [10-3] | Мира Радер-Хук Габриэлла Смит           |
| 22 июля     | Чемпионат Европы Клостерс-Зернойс, Швейцария Грунт Турнир 2014                               | Сара Соррибес Тормо 6-4 6-1                   | Паула Бадоса Хиберт                     |
| 22 июля     | Чемпионат Европы Клостерс-Зернойс, Швейцария Грунт Турнир 2014                               | Эмили Эрбатнотт Фрея Кристи 6-4 2-6 [10-6]    | Паула Бадоса Хиберт Сара Соррибес Тормо |
| 10 ноября   | Asia Oceania International Junior Tennis Championships Чеджудо, Южная Корея Хард Турнир 2014 | Сюй Шилинь 7-6(4) 6-2                         | Чжэн Ушуан                              |
| 10 ноября   | Asia Oceania International Junior Tennis Championships Чеджудо, Южная Корея Хард Турнир 2014 | Сара Томич Сюй Шилинь 6-4 7-5                 | Маюка Айкава Тихиро Мурамацу            |